# Carlos da Prússia
O príncipe Frederico Carlos Alexandre da Prússia (em alemão: Friedrich Carl Alexander von Preußen, 29 de Junho de 1801 - 21 de Janeiro de 1883) nascido em Charlottenburg, foi um filho do rei Frederico Guilherme III da Prússia e da duquesa Luísa de Mecklemburgo-Strelitz. Apesar de ter prestado serviço militar como general prussiano durante a maior parte da sua vida adulta, Carlos é frequentemente lembrado pelos seus contributos à arte e pelas suas colecções de quadros e armamento.

## Biografia

### Casamento e descendência
No dia 26 de Maio de 1827, em Charlottenburg, Carlos casou-se com a princesa Maria de Saxe-Weimar-Eisenach, uma filha de Carlos Frederico, grão-duque de Saxe-Weimar-Eisenach e da sua esposa, a grã-duquesa Maria Pavlovna da Rússia. Maria era uma irmã mais velha da princesa Augusta de Saxe-Weimar, esposa do irmão mais velho de Carlos, Guilherme I. Tiveram três filhos juntos:
- Frederico Carlos da Prússia (1828-1885). Casado com a princesa Maria Ana de Anhalt-Dessau; pai de Luísa Margarida, Duquesa de Connaught e Strathearn;
- Luísa da Prússia (1829–1901). Casada com Alexis de Hesse-Philippsthal-Barchfel;
- Ana da Prússia (1836–1918). Casada com Frederico Guilherme de Hesse-Kassel (ou Hesse-Cassel).

A família vivia em Wilhelmstrasse, do lado oposto à residência do chanceler alemão Otto von Bismarck. Tendo uma grande riqueza pessoal, Carlos era um grande coleccionador de arte e o seu palácio continha muitos tesouros artísticos. Carlos também era coleccionador de armamento raro, comprando e preservando facas, espadas, punhais, espingardas, pistolas e revólveres de vários países e épocas. Por causa desta vasta colecção, uma fonte afirmou que o palácio era "um dos mais famosos repositórios de bric-a-brac da Europa (…) a sua colecção de armas e armamento não tem rival conhecido, excepto talvez o grande museu da armamento de Turim e Viena." Dizia-se que Carlos não era parecido com os seus primos Hohenzollern, tendo um rosto estreito e pálido e cabelo grisalho e uma postura inclinada.